# Abraxas argyphea
Abraxas argyphea là một loài bướm đêm trong họ Geometridae.